# 阿科拉 (密蘇里州)
阿科拉（英語：Arcola）是位於美國密蘇里州戴德縣的村。

## 人口
根據2020年美國人口普查的數據，阿科拉的面積為0.66平方千米，皆為陸地。當地共有人口37人，而人口密度為每平方千米56人。